# Dania na Letnich Igrzyskach Olimpijskich 1992
Danię na Letnich Igrzyskach Olimpijskich 1992 reprezentowało 110 zawodników, 77 mężczyzn i 33 kobiet.

## Zdobyte medale
| Medal  | Zawodnik                                                           | Dyscyplina  | Konkurencja                              | Rezultat                                                       |
| ------ | ------------------------------------------------------------------ | ----------- | ---------------------------------------- | -------------------------------------------------------------- |
| Złoto  | Jesper Bank Jesper Seier Steen Secher                              | Żeglarstwo  | Klasa Soling mężczyzn                    | W finale pokonali reprezentację Stanów Zjednoczonych 2:0       |
| Srebro | Arne Nielsson Christian Frederiksen                                | Kajakarstwo | 1 000 m kanadyjki - dwójki (C2) mężczyzn | 3:39,26                                                        |
| Brąz   | Thomas Stuer-Lauridsen                                             | Badminton   | Gra pojedyncza mężczyzn                  | W półfinale przegrał z reprezentantem Indii Alanem Budikusuma  |
| Brąz   | Jan Petersen Michael Sandstød Ken Frost Jimmi Madsen Klaus Nielsen | Kolarstwo   | 4 km drużynowo na dochodzenie mężczyzn   | 4:14,860                                                       |
| Brąz   | Brian Nielsen                                                      | Boks        | Waga superciężka mężczyzn                | W półfinale przegrał z reprezentantem Kuby Roberto Balado 1:15 |
| Brąz   | Jens Bojsen-Møller Jørgen Bojsen-Møller                            | Żeglarstwo  | Klasa Latający Holender mężczyzn         | 54,7 pkt                                                       |